# Campionati europei di ginnastica ritmica 2018
I Campionati europei di ginnastica ritmica 2018 sono stati la 34ª edizione della competizione continentale. Si sono svolti a Guadalajara, in Spagna, dal 1º al 3 giugno 2018.

## Programma[1]
Orari in UTC+1
- Venerdì 1º giugno

10:30 Qualificazioni cerchio e palla junior - Gruppo A
12:50 Qualificazioni cerchio e palla junior - Gruppo B
15:45 Qualificazioni cerchio e palla junior - Gruppo C
18:00 Cerimonia d'apertura
18:30 Qualificazioni gruppi senior 5 cerchi
- Sabato 2 giugno

09:00 Qualificazioni clavette e nastro junior
12:10 Qualificazioni gruppi senior 3 palle / 2 funi
18:30 Premiazione concorso a squadre junior e gruppi senior all-around
- Domenica 3 giugno

10:00 Finali di attrezzo junior
12:15 Premiazione attrezzi junior
12:30 Finale gruppi senior 5 cerchi
13:15 Finale gruppi senior 3 palle / 2 funi
14:00 Premiazione gruppi senior (5 cerchi, 3 palle / 2 funi)
15:00 Finale concorso individuale senior - Gruppo B
17:10 Finale concorso individuale senior - Gruppo A
19:15 Premiazione concorso individuale senior
19:40 Cerimonia di chiusura

## Nazioni partecipanti
- Andorra (2)
- Armenia (3)
- Austria (9)
- Azerbaigian (10)
- Belgio (2)
- Bielorussia (10)
- Bosnia ed Erzegovina (2)
- Bulgaria (10)
- Cipro (2)
- Croazia (2)
- Danimarca (2)
- Estonia (10)
- Finlandia (9)
- Francia (11)
- Georgia (3)
- Germania (7)
- Grecia (10)
- Israele (11)
- Italia (12)
- Lettonia (10)
- Lituania (2)
- Macedonia (1)
- Moldavia (2)
- Montenegro (1)
- Norvegia (9)
- Polonia (8)
- Portogallo (3)
- Rep. Ceca (3)
- Romania (4)
- Russia (12)
- San Marino (3)
- Serbia (1)
- Slovacchia (2)
- Slovenia (8)
- Spagna (11)
- Svezia (1)
- Svizzera (5)
- Turchia (2)
- Ucraina (10)
- Ungheria (11)

## Podi

### Concorso a squadre
| Oro | Punti   | Argento | Punti   | Bronzo | Punti   |
| Russia Senior Anastasija Bliznjuk Mariia Kravtsova Kseniia Poliakova Anastasia Shishmakova Anastasiia Tatareva Maria Tolkacheva Junior Lala Kramarenko Anastasiia Sergeeva Polina Shmatko Dar'ja Trubnikova | 151.425 | Ucraina Senior Alina Bychno Valerija Chanina Darija Kobec' Diana Myžeryc'ka Anastasija Voznjak Valerija Juzvjak Junior Viktorija Onoprijenko Chrystyna Pohranyčna | 141.000 | Bulgaria Senior Elena Bineva Simona Djankova Stefani Kirjakova Madlen Radukanova Laura Traets Junior Anna Kelman Tatjana Voložanina Elizabet Jovčeva | 140.600 |

### Senior
| Evento               | Oro | Punti  | Argento | Punti  | Bronzo | Punti  |
| Concorso individuale | Arina Averina | 79.250 | Dina Averina                                                                                                | 77.750 | Kacjaryna Halkina | 77.625 |
| Concorso a squadre   | Russia Anastasija Bliznjuk Marija Kravcova Ksenija Poljakova Anastasija Šišmakova Anastasija Tatareva Marija Tolkačëva | 43.625 | Italia Anna Basta Martina Centofanti Letizia Cicconcelli Agnese Duranti Alessia Maurelli Martina Santandrea | 42.900 | Bulgaria Elena Bineva Simona Djankova Stefani Kirjakova Madlen Radukanova Laura Traets                                  | 41.750 |
| 5 cerchi             | Italia Anna Basta Martina Centofanti Letizia Cicconcelli Agnese Duranti Alessia Maurelli Martina Santandrea            | 22.350 | Ucraina Alina Bychno Valerija Chanina Darija Kobec' Diana Myžeryc'ka Anastasija Voznjak Valerija Juzvjak    | 22.100 | Russia Anastasija Bliznjuk Marija Kravcova Ksenija Poljakova Anastasija Šišmakovaa Anastasija Tatareva Marija Tolkačëva | 21.600 |
| 3 palle e 2 funi     | Bulgaria Elena Bineva Simona Djankova Stefani Kirjakova Madlen Radukanova Laura Traets                                 | 22.825 | Italia Anna Basta Martina Centofanti Letizia Cicconcelli Agnese Duranti Alessia Maurelli Martina Santandrea | 22.350 | Azerbaigian Ayshan Bayramova Diana Doman Zeynab Hummatova Aliya Pashayeva Siyana Vasileva                               | 20.350 |

### Junior
| Evento   | Oro               | Punti  | Argento              | Punti  | Bronzo               | Punti  |
| Cerchio  | Polina Šmatko     | 18.825 | Tatjana Voložanina   | 17.750 | Chrystyna Pohranyčna | 17.450 |
| Palla    | Lala Kramarenko   | 18.450 | Chrystyna Pohranyčna | 17.450 | Arzu Jalilova        | 17.100 |
| Clavette | Dar'ja Trubnikova | 17.350 | Anna Kamenščikova    | 16.725 | Valeriia Sotskova    | 16.450 |
| Nastro   | Lala Kramarenko   | 17.000 | Chrystyna Pohranyčna | 15.975 | Talisa Torretti      | 15.225 |

## Medagliere
| Pos.   | Paese       | Oro | Argento | Bronzo | Totale |
| ------ | ----------- | --- | ------- | ------ | ------ |
| 1      | Russia      | 7   | 1       | 1      | 9      |
| 2      | Italia      | 1   | 2       | 1      | 4      |
| 3      | Bulgaria    | 1   | 1       | 2      | 4      |
| 4      | Ucraina     | 0   | 4       | 1      | 5      |
| 5      | Bielorussia | 0   | 1       | 1      | 2      |
| 6      | Azerbaigian | 0   | 0       | 2      | 2      |
| 7      | Israele     | 0   | 0       | 1      | 1      |
| Totale | Totale      | 9   | 9       | 9      | 27     |